# Raketna peć
Raketna peć, učinkovita je peć koja zbog posebnog rasporeda komora ima visoki stupanj iskoristivosti. Koristi mali promjer drva za ogrjev koja se pale u komori za izgaranje s okomitim dimnjakom koji osigurava gotovo potpuno izgaranje prije nego što plamen dosegne površinu kuhanja. Raketna peć koristi isto načelo kao i Dakota fire pit. 
Dr. Larry Winiarski opisao je načela rada peći 1982. Peći rađene prema njegovom dizajnu osvojile su Ashden nagradu. Interes za raketne peći doveo je do razvoja raketne grijalice i ostalih inovacija.

## Dizajn
Raketna peć postiže učinkovito sagorijevanje goriva pri visokim temperaturama jer omogućava dostatan dovod zraka do goriva, kontroliranu potrošnju goriva, potpuno izgaranje, te učinkovito korištenje dobivene topline.
Glavni dijelovi raketne peći: 
- Skladište goriva – u koje se sprema gorivo, a iz njega se puni komora za izgaranje
- Komora za izgaranje – nalazi se na kraju skladišta za gorivo, mjesto gdje izgara gorivo
- Dimnjak  – okomiti dimnjak iznad komore za izgaranje koji omogućuje protok zraka potrebnog za održavanje izgaranja
- Izmjenjivač topline  – služi za prijenos topline tamo gdje je potrebna

Skladište goriva može biti vodoravno ili okomito. Kod vodoravnog skladišta gorivo se može dodavati ručno, dok se kod okomitog komora za izgaranje puni pomoću gravitacije. Kako gorivo izgara u komori za izgaranje, povlači novi zrak, od dolje, u komoru za izgaranje pritom osiguravajući da sav dim bude povučen u dimnjak. Dimnjak može biti izoliran kako bi povećao temperaturu i poboljšao izgaranje. Prema studijama, to može povećati učinkovitost do 2%. Kod raketne grijalice, toplina se šalje do izmjenjivača topline kako bi se osiguralo učinkovito iskorištavanje dobivene topline. 
U svrhe kuhanja, peć je dizajnirana tako da drži posudu za kuhanje u kontaktu s vatrom duž najveće moguće površine. Pregrade vode vrući zrak i plamen po stranama posude.  Ispušni plinovi izlaze kroz dimnjaka.  
Dizajn raketne peći omogućava joj da radi uz manje količine goriva u usporedbi s otvorenom vatrom te da koristi manji promjer drva. Neke raketne peći novijeg dizajna same se pune, koristeći gravitaciju za dodavanje goriva vatri.  

### Peći dizajnirane po modelu raketne peći
Mnogo je novih peći za kuhanje dizajniranih prema originalnoj raketnoj peći. Neke peći su razvijene s alternativnim opcijama za gorivo, kao što su peći za kuhanje na solarnu energiju. Izrada peći, koje proizvode električnu energiju, još je jedan trend u nastajanju. Trenutno, InStove je organizacija koja koristi dizajn raketne peći za izradu učinkovitih peći za kuhanje. 

## Povijest
Preteča raketne peći bila je Argandova svjetiljka, koja je patentirana 1780. Argandova svjetiljka je uljna lampa koja ima stakleni dimnjak iznad plamena kako bi se povećao protok zraka. Kao što se patent dimnjaka koristio za rasvjetu, taj dizajn je također bio iskorišten za kuhanje i grijanje vode s obzirom na to da je davao mnogo topline bez dima. 
Dr. Larry Winiarski,tehnički direktor u firmi Aprovecho, počeo je razvijati raketnu peć 1980. po uzoru na VITA peć. Aprovecho je pobjednik na Ashden awards 2006. godine za njihov rad s raketnim pećima za institucionalno kuhanje u Lesotu, Malaviju, Ugandi, Mozambiku, Tanzaniji i Zambiji.

## Upotreba

### Kuhanje
Raketna peć izvorno je razvijena za kuhanje gdje relativno mala količina neprekidne topline grije donju i bočne strane lonca za kuhanje. Peći mogu biti izgrađene od cigle, recikliranih čeličnih limenki, čeličnog lima ili se mogu kupiti. 
Iako su raketne peći uobičajenije u manje razvijenim zemljama gdje je manjka drva za kuhanje, njihova upotreba se zadnjih godina povećala i u razvijenim zemljama, kao što je SAD. Neke su manje zbog prenosivosti, s unutarnjom izolacijom između dvije stijenke i komorom za djelomično ubacivanje biomase i dodatno miješanje u svrhu povećanja proizvedene topline. Prednost raketne peći je ta što zahtijeva jako malo goriva, kao što su drvo i suho raslinje.

### Zagrijavanje prostora
Raketna grijalica koristi princip raketne peći unutar sustava dizajniranog da istodobno zagrijava zrak.

### Zagrijavanje vode
Raketne peći mogu se koristiti za zagrijavanje vode preko izmjenjivača topline koji prenosi toplinu na vodu koja cirkulira sistemom oko peći.